# Ben Vincent
Benjamin "Ben" Vincent (ur. 3 listopada 1976) – australijski zapaśnik walczący w obu stylach. Dwukrotny olimpijczyk. Osiemnasty w Atlancie 1996 w wadze 100 kg, w stylu wolnym. Dwudziesty w Sydney 2000 w kategorii 97 kg, w stylu klasycznym.
Zdobył sześć medali na mistrzostwach Oceanii w latach 1995 – 2000.